# Анка Дошен-Добуд
Анка Дошен-Добуд (Крњеуша код Петровца, 1. јануар 1920 – Загреб, 5. фебруар 2022) била је хрватска стогодишњакиња, књижевница, педагог, стручњак за предшколско васпитање и образовање и универзитетски професор.

## Животопис
Ана, Аница или Анка Дошен-Добуд (р. Дошен) рођена је 1. јануара 1920. године у Крњеуши код Петровца. Усљед ране очеве смрти, отишла је на школовање у Загреб и тамо је завршила основну школу. Потом се школовала у Копривници, Сарајеву и Тузли. Грађанску и учитељску школу завршила је у Сарајеву. Упоредо са учитељском службом завршила је више разреде гимназије и стекла гимназијску матуру. На Филозофском факултету у Загребу је 1957. године завршила студије педагогије. Највећи дио свог радног вијека провела је у Пули и Загребу. Била је један од највећих хрватских стручњака у области предшколског васпитања и образовања.
Анка Дошен-Добуд је преминула 5. фебруара 2022. године, у 103. години живота.

## Стручна и научна каријера
Грађанску и учитељску школу завршила је у Сарајеву, а паралелно са учитељском службом завршила је гимназију. Током Другог свјетског рата, у школској 1941/42. и школској 1942/43. години, предавала је у приватној основној школи с правом јавности у Брешкама код Тузле. Након рата, дуже вријеме је радила као учитељица. Одмах након рата била је учитељица у Бабинцу покрај Бјеловара. Након тога радила је у Истри, гдје је била упућена с већом групом учитеља. Своју позив учитељице обављала је у Шпанидиги (од 1953. дио Ровиња), а онда и у котару Бује, гдје је затим била и просвјетни инспектор.
Од 1955. до 1956. године радила је као начелник просвјете у котару Вргинмост. Од 1956. до 1957. године ради у Пули као директор Педагошког центра. За вријеме свог мандата покренула је издавање часописа Новим путевима. Студирала је, прво редовно, а затим ванредно, на Филозофском факултету у Загребу, гдје је 1957. године завршила студије педагогије.
По завршетку студија, 1957. године, постављена је за професорицу Учитељске школе у Пули. У овој школи је, школске 1960/61. године, обављала дужност директора школе. Са тог радног мјеста прелази на Педагошку академију у Пули, на којој, од 1967. до 1971. године, обавља дужност декана. Обављала је и друге дужности, као што су одборник опћинске и котарске скупштине и предсједник Савјета за просвјету. Школске 1968/69. године започела је предавати колегиј Предшколска педагогија првој генерацији студената предшколског одгоја на Педагошкој академији у Загребу, те на педагошким академијама у Сплиту и Пули. На Катедри за предшколски одгој предавала је Предшколску педагогију, а неко вријеме и Методику одгојно-образовног рада. Од 1969. до 1973. била је изабрани заступник у Просвјетно-културном вијећу Сабора Социјалистичке Републике Хрватске.
Године 1971. засновала је радни однос на Педагошкој академији у Загребу. Од 1971. до 1977. године радила је и као спољна сарадница на Педагошкој академији у Сплиту (Катедра за предшколски одгој). На Педагошкој академији у Загребу ради до пензионисања 1978. године. Након пензионисања хонорарно је наставила радити на истој установи те на Педагошкој академији у Пули (Катедра за предшколски одгој). Такође, наставила је својим радовима доприносити области предшколског васпитања. Године 1977. објавила је књигу Одгој и образовање у дјечјем вртићу, која је уједно и прва књига домаћег аутора објављена након Руковођа за забавиште Антоније Цвијић из 1895. године.
Анка Дошен-Добуд је прва разрадила концепцију слободних активности дјеце у вртићу, актуелизовала је идеју слободног избора активности и на тај начин отворила пут модернијем поимању институционалног предшколског васпитања. Аутор је великог броја књига и чланака из предшколске педагогије и и методике васпитно-образовног рада. Помагала је и подстицала многе васпитаче и директоре предшколских установа да уносе нове научне спознаје у свој рад, истичући да дијете није "човјек у малом". Инспирацију за свој рад, књиге и чланке добивала је у вртићима, сједећи сатима на малим дјечјим столицама, посматрајући дјецу у игри и васпитно-образовним активностима.
Објавила је већи број књига и приручника. Објавила је десет стручних књига (објављивала под именима Анка Дошен и Анка Дошен-Добуд), четири књиге за дјецу (објављивала под именима Анка Дошен-Добуд и Ана Дошен) и пет новела (објављивала под именом Ана Дошен).
Сарађивала је у различитим педагошким часописима. Објавила је велик број чланака у периодичним часописима: Погледи и искуства (1961–62, 1966, 1970), Педагошки рад (1963, 1977–79), Scuola materna (Brescia 1970), Scuola nostra (Ријека 1971), Предшколско дете (1973, 1975), Родитељи и школа (1973, 1975, 1977, 1979), Путеви и достигнућа (1976).
Одређен број радова објавила је у зборницима и посебним издањима: Десет година гимназије »Владимир Гортан« у Бујама (1956), Зборник радова Педагошке академије у Пули (1968), Сретно дјетињство (Пула, 1968), Сувремена математика и предшколско дијете (Загреб, 1972), Материњи језик у дјечјем вртићу (Загреб, 1975).
Била је уредница билтена Педагошког центра у Пули Новим путевима (1956–59) и припремила скрипта из дидактике за студенте италијанске народности на Педагошкој академији у Ријеци (1971). Бавила се и превођењем књига на француски језик.
За свој рад и допринос педагогији добила је Орден рада III реда и друга признања.

## Награде и признања
- Орден рада.[4]
- Годишња награда „Иван Филиповић” за унапређивање одгојно-образовног система, 1968.[8]
- Повеља захвалности за трајан допринос образовању учитеља и одгајатеља, Филозофски факултет у Сплиту, 2012.[8]

### Стручна литература
- Ученичка свеучилишта (ђачки универзитети) – Неке могућности организације, садржаја и метода рада, Савезни завод за проучавање школских и просветних питања, Београд, 1960.[11]
- Одгој и образовање у дјечјем вртићу, Педагошко-књижевни збор, Загреб, 1977.[12]
- Одгој и образовање у дјечјем вртићу, друго издање, Педагошко-књижевни збор, Загреб, 1979.[13]
- Одгој и слободне активности предшколског дјетета, Радничко и народно свеучилиште Моша Пијаде, Загреб, 1982.[14]
- Одгој и њега дјеце у другој и трећој години живота, коаутор, (ур. Арјана Миљак), Школске новине, Загреб 1986.[8][15][16]
- Одгој и њега дјеце у другој и трећој години живота, коаутор, (ур. Арјана Миљак), друго издање, Школске новине, Загреб 1990.[17]
- Мало дијете – Велики истраживач, Алинеа, Загреб, 1995,  978-953-180-029-7.[18]
- Мало дијете – Велики истраживач, друго допуњено издање, Алинеа, Загреб, 2001,  978-953-180-087-1 неважећи .[19]
- Предшкола – Водич за водитеље и родитеље, Алинеа, Загреб, 2001,  978-953-180-087-1 неважећи .[19]
- Предшкола – Водич за водитеље и родитеље, друго издање, Алинеа, Загреб, 2001,  978-953-180-087-7.[20]
- С дјецом у јаслицама, Алинеа, Загреб, 2004,  978-953-180-114-2 неважећи .[21]
- Мало дијете – Велики истраживач, друго допуњено издање, Алинеа, Загреб, 2005,  978-953-180-128-2 неважећи .[22]
- С дјецом у јаслицама, друго издање, Алинеа, Загреб, 2008,  978-953-180-114-2 неважећи .[23]
- Дијете – Истраживач и стваралац, Алинеа, Загреб, 2016,  978-953-180-188-1.[24]
- Дјеца откривају тајне свијета, Алинеа, Загреб, 2018,  978-953-180-195-9.[25]
- Нове слике из повијести предшколског одгоја, Нови редак, Загреб, 2019,  978-953-8270-00-0.[26]

### Књиге за дјецу
- У потрази за вјештицом Макром, књига за дјецу, Алинеа, Загреб, 2010,  978-953-180-175-1.[27]
- Леове приче о пријатељству, књига за дјецу, (коаутор Љиљана Ивковић), ОСВИТ, Загреб, 2012,  978-953-95900-6-0[28]
- Leo's stories about friendship, (Co-Author Ljiljana Ivković), OSVIT, Zagreb, 2012,  978-953-95900-6-0[29]
- Два гуштерића – Тражећи мајку улетјели у бајку, књига за дјецу, Хум наклада, Загреб, 2016,  9789536954797[30]

### Новеле
- Крњеуша у срцу и сјећању, Матица Хрватска - Огранак Ријека, Ријека, 1994,  9789536035014[31][32]
- То је било онда, Загреб, самиздат, 2006,  953-95354-0-9[33]
- Лари и Пенати Брибићева дома, Хум наклада, Загреб, 2012,  978-953-6954-52-0[34]
- Године одлазака и повратака, Хум наклада, Загреб, 2012,  978-953-6954-65-0[35]
- Истарска учитељица – Успомене из Зоне Б, Наклада Павичић, Загреб, 2013,  978-953-630-892-7[36]
- Три крижна пута, ИТГ, Загреб, 2018,  9789537167677[37]